# Leucoptera
Leucoptera es un género de plantas pertenecientes a la familia Asteraceae. Comprende 4 especies descritas y solo 3 aceptadas.

## Taxonomía
El género fue descrito por Rune Bertil Nordenstam y publicado en Botaniska Notiser 129: 140. 1976.

## Especies aceptadas
A continuación se brinda un listado de las especies del género Leucoptera aceptadas hasta junio de 2012, ordenadas alfabéticamente. Para cada una se indica el nombre binomial seguido del autor, abreviado según las convenciones y usos:
- Leucoptera nodosa (Thunb.) B.Nord.
- Leucoptera oppositifolia B.Nord.
- Leucoptera subcarnosa B.Nord.